# Polyrhachis mitrata
Polyrhachis mitrata é uma espécie de formiga do gênero Polyrhachis, pertencente à subfamília Formicinae.